# Ada Adler
Ada Sara Adler (18. februar 1878 på Frederiksberg – 28. december 1946 i København) var en dansk klassisk filolog (palæograf) og bibliotekar.
Hun blev født ind i et velhavende jødisk hjem, hvor hendes far var grosserer Bertel David Adler (1851-1926) og moderen Elise Johanne Fraenckel (1852-1938).
Hun er især kendt for sin kritiske udgave af Suidas (Suda) (5 bind; Leipzig, 1928-1938; optrykt Stuttgart, 1967-1971). Den er grundlaget for et igangværende, kollektivt projekt som bl.a. omfatter oversættelse til engelsk samt noter og henvisninger.
I 1916 publicerede Ada Adler et katalog over Det Kongelige Biblioteks græske manuskripter.
I 1931 blev hun tildelt Tagea Brandts Rejselegat.
Hun blev i 1901 gift med filosofiprofessoren Anton Thomsen (1877-1915). Ægteskabet blev opløst i 1912.
Hun er begravet på Mosaisk Vestre Begravelsesplads.